# باثيبيوس هيكلي

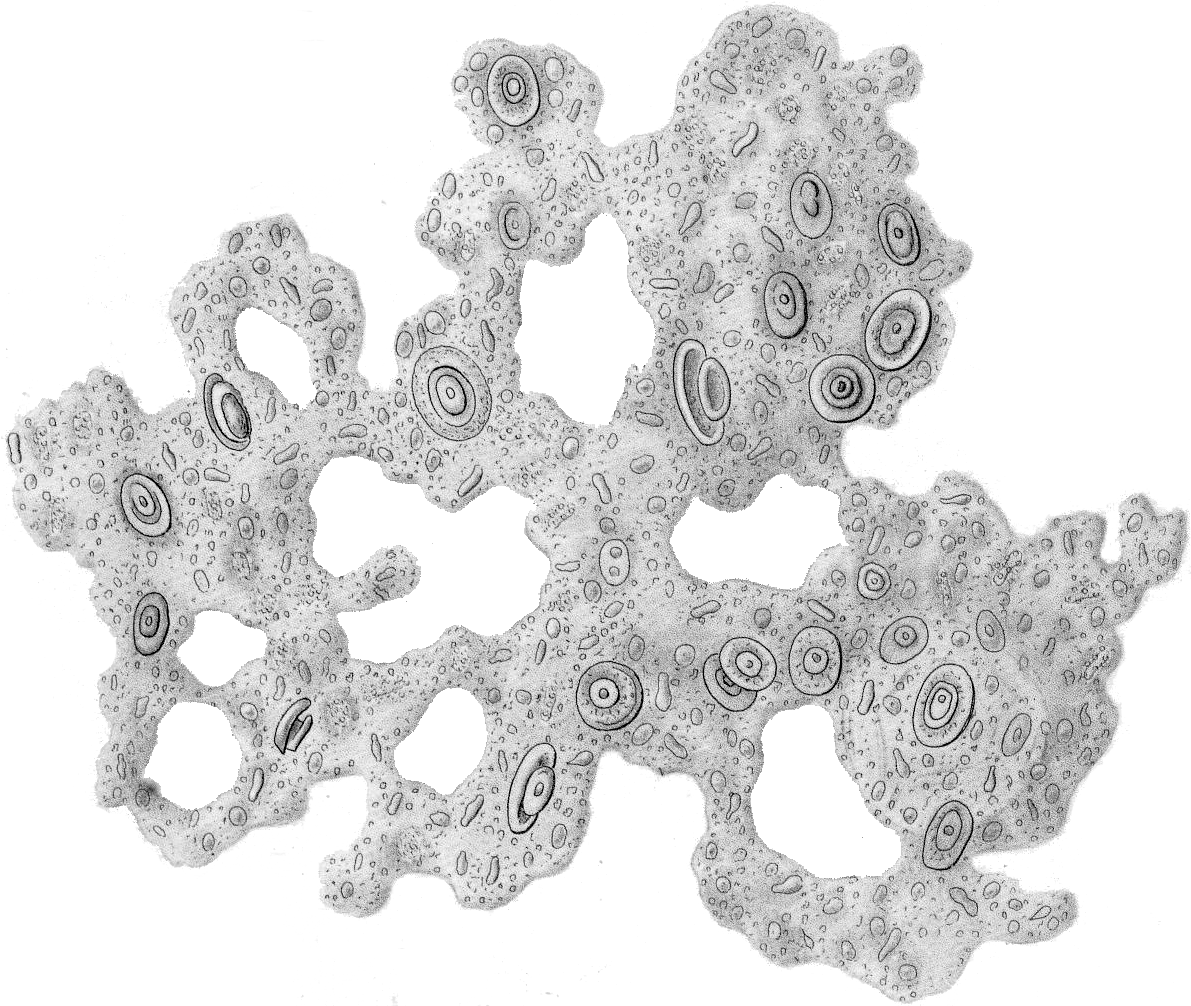

باثيبيوس هيكلي (بالإنجليزية: Bathybius haeckelii)‏ مادة اكتشفها عالم الأحياء البريطاني توماس هنري هكسلي واعتقد في البداية أنها شكل من أشكال المادة البدائية، وأنها مصدر للحياة العضوية. اعترف في وقت لاحق بخطئه عندما ثبت أنها مجرد نتاج عملية كيميائية (ترسب).
في عام 1868، درس هكسلي عينة قديمة من الطين من قاع المحيط الأطلسي في 1857. عندما فحصها لأول مرة، وجد فقط خلايا أولية ووضع العينة في وعاء من الكحول للحفاظ عليها. ثم لاحظ لاحقًا أن العينة تحتوي على هلام أبيض albuminous slime وكأن فيه أوعية متقاطعة.
اعتقد هكسلي أنه اكتشف مادة عضوية جديدة وسماها باثبيوس هاكيلي، تكريمًا لعالم الأحياء الألماني إرنست هيكل. كان هيجل قد وضع نظرية حول أورشلايم Urschleim («الوحل البدائي»)، على أنه بروتوبلازم نشأت عنه الحياة كلها. اعتقد هكسلي أن باثبيوس قد يكون ذلك البروتوبلازم، الحلقة المفقودة (بالمعنى الحديث) بين المادة غير العضوية والحياة العضوية.
نشر هاكسلي وصفًا لباثيبيوس Bathybius وكتب أيضًا إلى هيجل ليخبره بذلك. لقد أعجب هيجل بالإطراء واقتنى عينة من المادة. في الطبعة القادمة من كتابه المدرسي تاريخ الخلق أشار هيكل إلى أن المادة كانت تظهر باستمرار في قاع البحر. لم يوافق هكسلي ولكنه تكهن بأن باثيبيوس قد شكل حصيرة متواصلة من البروتوبلازم الحي الذي يغطي كامل قاع المحيط.
كان العلماء الآخرون أقل حماسا لهذا الأمر. قام تشارلز وايفل طومسون بفحص بعض العينات في عام 1869 واعتبرها مماثلةً لغزل خيوط فطرية. ادعى جورج تشارلز واليتش أن باثيبيوس كان نتاج تفكك كيميائي.
في عام 1872 بدأت حملة تشالينجر؛ قضت ثلاث سنوات في دراسة المحيطات. قامت البعثة أيضا بالسبر في 361 محطة في المحيطات. لم يجدوا أي علامة على وجود باثيبيوس، على الرغم من الادعاء بأنه كان مادة واسعة الانتشار تقريبًا.
في عام 1875، قام عالم كيمياء السفينة جون يونج بوكانان بتحليل مادة تشبه باثبيوس من عينة تم جمعها سابقًا. لاحظ أنه كان ترسب كبريتات الكالسيوم من مياه البحر التي تفاعلت مع السائل الحافظ (الكحول). اشتبه بوكانان في أن جميع عينات باثبيوس قد أعدت بنفس الطريقة وأبلغت طومسون، قائد الحملة. أرسل طومسون خطابًا مهذبًا إلى هكسلي وأخبره بالاكتشاف.
أدرك هكسلي أنه كان مفرط الحماس جدًا وارتكب خطأً. قام بنشر جزء من الرسالة في نيتشر وتراجع عن آرائه السابقة. في وقت لاحق، خلال اجتماع الجمعية البريطانية لتقدم العلوم عام 1879، صرح بأنه كان مسؤولاً في نهاية المطاف عن نشر النظرية وإقناع الآخرين. قبل معظم علماء الأحياء هذا الاعتراف بالخطأ.
ومع ذلك، لم يرغب هيجل في التخلي عن فكرة باثبيوس لأنها كانت قريبة جدًا من إثبات نظرياته حول الوحل البدائي  ( أوركلايم) أي البروتوبلازما الأولية. ادعى دون أساس أن باثيبيوس «قد لوحظ» في المحيط الأطلسي. استمر في دعم هذا الموقف حتى عام 1883.
جورج تشارلز واليتش، منافس هكسلي، ادعى بدوره أن هكسلي ارتكب عمليات احتيال متعمدة واتهم هيجل بتزوير البيانات؛ قام هيجل برسم سلسلة من الصور لتطور الوحل البدائي  (أوركلايم) ، المفترض أنه مبني على الملاحظات. حاول معارضو التطور الآخرون، بما في ذلك دوق أرغيل، استخدام القضية كحجة ضد نظرية التطور.

## وصلات خارجية
- Chisholm, Hugh, ed. (1911). "Bathybius" . Encyclopædia Britannica (بالإنجليزية) (11th ed.). Cambridge University Press.